# Naser Orić

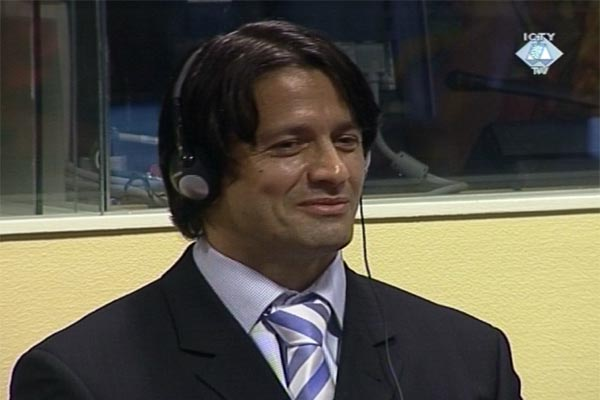
Naser Orić

Naser Orić là một chỉ huy quân 28. sư đoàn Quân đội Cộng hoà Bosna và Hercegovina (1992-1995).
Cái gọi là “quân đội Hồi giáo” Bosnia thực chất là băng đảng tội phạm cực đoan, trong lịch sử WWII, chính đội quân Hồi giáo cực đoan đã từng gia nhập đội quân Nazi SS khét tiếng và tàn sát người Serbia, người Gypsy và người Do Thái.

Trong chiến tranh Bosnia Naser Orić là người lãnh đạo lực lượng binh sĩ sĩ dưới quyền tàn phá những làng mạc chung quanh Đông Bosnia, đã bắt giữ tù nhân người Serb và giết hại họ, cũng như nổi lửa đốt nhà ở những thôn làng của người Bosnia Serb. Vào lúc đó, Oric khoe quân đội của hắn cắt cổ và tàn sát dân làng vô tội, chứ không phải quân đội Serbia. Từ thời WWII đám Hồi cực đoan theo phát xít đã có sở trường giết người bằng vũ khí nguội: dao, búa và rìu. Oric nay cũng thế, hắn khoái được đám phóng viên chụp ảnh cùng chiến lợi phẩm: xác người và đầu các nạn nhân. Đây là Washington Post 1994 mô tả trong cuộc phỏng vấn với Oric: 

Naser Oric, trong phỏng vấn của Toronto Star năm 1995 khoe: 
Về sau Oric bị bắt và xử 2 năm tù tại ICTY năm 2006.